# Corinne Diacre
Corinne Diacre es una exfutbolista y entrenadora francesa, nacida el 4 de agosto de 1974 en Croix (Francia). Fue entrenadora de la Selección femenina de Francia entre 2017 y 2023. Anteriormente había entrenado al Clermont, siendo la primera mujer en dirigir a un equipo profesional masculino del país.

## Trayectoria

### Como jugadora
La defensora central, firmó una licencia en 1988 en el club de aficionados ASJ Soyaux y pronto fue observado por su fuerte carácter. El 9 de marzo de 1993, ella jugó a la edad de 18 años su primer juego para la selección femenina de fútbol de Francia. Ella se convirtió en un par de años más tarde, el capitán del equipo. En 2003, frente a Inglaterra, que marcó el gol que clasificó Francia para el Mundial. Unos meses más tarde en los Estados Unidos, las francesas quedan fuera de la competición en la primera ronda. 
En agosto de 2005, después de doce años en el equipo de Francia, anunció su retiro internacional a la edad de 31 años. Comienza la temporada 2006-2007 del campeonato francés de fútbol femenino con el equipo de ASJ Soyaux a pesar de varias propuestas de clubes de América. En octubre de 2006, se lesionó durante el partido Montpellier-ASJ Soyaux, con rotura del ligamento cruzado anterior roto en la rodilla derecha. Esta lesión la llevó a poner fin a 32 años de su carrera futbolista. Ella tenía el récord de partidos con la selección francesa (121) y 14 goles.

### Como entrenadora
Fue entrenador del primer equipo de la ASJ Soyaux después de obtener su certificado de entrenador y el entrenador asistente de la Selección de Francia Bruno Bini, con André Barthélémy. 
En 2014, se convirtió en la primera mujer en recibir el Certificado de entrenador de fútbol profesional de los clubes Ligue 1 de conducción y Ligue 2. 
Después de la dimisión de Helena Costa del Clermont Foot 63, el presidente del club, Claude Michy, anuncia que había recibido 45 propuestas de entrenadores, pero se decantó por otra mujer. El 28 de junio de 2014, Corinne Diacre fue nombrada entrenadora del Clermont. Bajo su dirección, el equipo de Auvernia terminó 12.º en la Ligue 2, y el club renovó el contrato de Diacre poco después.

## Clubes

### Como jugadora
| Club             | País    | Años      |
| ---------------- | ------- | --------- |
| CO Saint-Chamond | Francia | 1982-1983 |
| SS Aubusson      | Francia | 1983-1986 |
| ES Azérables     | Francia | 1986-1988 |
| ASJ Soyaux       | Francia | 1988-2007 |

### Como entrenadora
| Club               | País    | Años      | P   | PG | PE | PP | % v.   |
| ------------------ | ------- | --------- | --- | -- | -- | -- | ------ |
| ASJ Soyaux         | Francia | 2007-2013 |     |    |    |    |        |
| Clermont Foot 63   | Francia | 2014-2017 | 133 | 50 | 39 | 44 | 47,37% |
| Selección femenina | Francia | 2017-2023 |     |    |    |    |        |